# Monica Macovei
Pour les articles homonymes, voir Macovei.
Monica Luisa Macovei, née le 4 février 1959 à Bucarest, est une juriste, procureure et femme politique roumaine. De 2004 à 2007, elle est ministre de la Justice du gouvernement Popescu-Tăriceanu. Pendant cette période, elle conduit les réformes judiciaires nécessaires à l'entrée de la Roumanie dans l'Union européenne. En 2014, elle se présente à l'élection présidentielle. Elle fonde en 2015 le parti politique de centre droit M10.

## Carrière politique
Monica Macovei est ministre de la Justice du 29 décembre 2004 au 5 avril 2007. 
En 2008, le Parlement européen la désigne femme de l'année.
Élue députée européenne en 2009, elle s'inscrit au  Parti populaire européen (PPE). Durant tout le mandat, elle est membre de la Commission du contrôle budgétaire et de la Commission des libertés civiles, de la justice et des affaires intérieures. À partir de septembre 2014, elle devient aussi membre de la délégation à l'Assemblée parlementaire Euronest et présidente de la délégation à la commission de coopération parlementaire UE-Moldavie. Elle est membre de la Commission spéciale sur la criminalité organisée, la corruption et le blanchiment de capitaux de mars 2012 à octobre 2013.
En novembre 2014, elle se porte candidate indépendante à l'élection présidentielle. Au soir du premier tour, elle termine en cinquième position avec 4,44 % des suffrages exprimés. Avant de lui apporter son soutien en vue du second tout, elle propose à Klaus Iohannis un « Accord pour le salut de l'État de droit et de la démocratie », que celui-ci accepte. Le 16 novembre Klaus Iohannis est élu président face à Victor Ponta.
Réélue députée européenne en mai 2014, elle reste membre de la Commission du contrôle budgétaire et de la Commission des libertés civiles, de la justice et des affaires intérieures. D'abord membre, elle devient le 16 octobre 2014 présidente de la Délégation à la commission parlementaire de stabilisation et d'association UE-Albanie.
Le Parlement européen adopte le 29 avril 2015 son rapport relatif à la création d'un parquet européen.
En octobre 2015, elle quitte le PPE et rejoint le groupe des Conservateurs et réformistes européens.